# 奧伊卡塔
奧伊卡塔是哥倫比亞的城鎮，位於該國東北部，由博亞卡省負責管轄，距離首府通哈6公里，始建於1539年5月9日，面積59平方公里，海拔高度2,654米，2005年人口2,770。
5°36′N 73°19′W / 5.600°N 73.317°W